# Außernzell
Außernzell là một đô thị ở huyện Deggendorf bang Bayern nước Đức. Đô thị Außernzell có diện tích 24,13 km², dân số thời điểm ngày 31 tháng 12 năm 2006 là 1444 người.